# Iestyn ap Gwrgan
Iestyn ap Gwrgan († 1093) war ein König des walisischen Königreichs Morgannwg. Über sein Leben gibt es nur sehr widersprüchliche Angaben, sicher ist, dass er der letzte unabhängige walisische Herrscher von Morgannwg war, das während seiner Herrschaft von den Normannen erobert wurde.  
Iestyn stammte von Owain ap Morgan von Glywysing ab. Er war jedoch nur ein niederer Adliger, bis er 1081 nach dem Tod von Caradog ap Gruffydd, der im Kampf gegen Rhys ap Tewdwr fiel, König wurde. Angeblich soll Iestyn dem Waliser Einion ap Collwyn seine Tochter Nest zur Frau sowie umfangreiche Ländereien als Belohnung für dessen Hilfe im Kampf gegen Rhys ap Tewdwr versprochen haben. Als Iestyn sich jedoch an diese Vereinbarung nicht hielt, soll sich Einion mit dem Normannen Robert Fitzhamon, der ebenfalls als Söldner für Iestyn gekämpft haben soll, verbündet haben. Gemeinsam besiegten sie um 1091 Iestyn, doch auch Einions Krieger sollen bei den Kämpfen so hohe Verluste erlitten haben, dass Robert Fitzhamon anschließend die fruchtbaren Ebenen von Glamorgan erobern konnte. Da sich die Quellen jedoch teilweise widersprechen, ist der genaue Ablauf der Eroberung von Glamorgan ungewiss.
Iestyn war mit Denys ferch Bleddyn, einer Tochter von Bleddyn ap Cynfyn von Powys verheiratet. Sein Sohn Caradog ap Iestyn konnte nach seinem Tod nur die Herrschaft über das Bergland von Afan zwischen dem River Afan und dem River Neath übernehmen. 